# Troisième Acte de Succession
 (novembre 2018).
Le Troisième Acte de succession est un texte de loi adopté par le Parlement d'Angleterre en juillet 1543, pendant le règne d'Henri VIII.
Il rend caducs les premier et second Actes de succession.

## Législation sous les Tudor
Cette loi, formellement intitulée Loi de succession à la Couronne 35 Hen. 8 c.1,  est aussi connue comme Acte de succession 1543 ou Acte de succession 1544. La validation royale entérinant la loi a été apportée au printemps 1544, lors de la session parlementaire de fin mars et début avril du calendrier Tudor qui plaçait le début de l'année, le 25 mars. Jusqu'en 1793, les lois étaient habituellement antidatées au début de la session parlementaire de l'année dans laquelle les lois avaient été adoptées. Cette loi a été adoptée en juillet 1543, soit avant le 25 mars, mais ratifiée par le roi après le 25 mars, soit en 1544 selon le calendrier Tudor, expliquant ainsi la confusion. 

## Rappels historiques
Le Premier Acte de Succession de 1533 et le Second de 1536, déclaraient respectivement Marie et Élisabeth bâtardes et illégitimes à la succession au trône d'Angleterre. Le Second Acte mentionnait également la possibilité pour le roi de nommer son successeur au trône, par lettres patentes ou par testament et à défaut ses héritiers légitimes. En 1537, Édouard, le fils d'Henri VIII et de Jeanne Seymour, devient par conséquent, dès sa naissance, le seul héritier légitime du trône.

## Dispositions de la loi
Le Troisième Acte de succession replace les deux filles d'Henri VIII dans l'ordre de succession au trône, mais après leur demi-frère Édouard et après d’éventuels enfants à venir issus du roi et de la reine Catherine Parr. Même si la loi réintègre les filles dans la lignée de la succession, rien n'est dit sur leur légitimité. Il spécifie également que les filles devront obtenir l'approbation du Conseil privé concernant leurs futurs époux et donc le futur roi consort. 
En complément à cette loi, l'Acte de trahison de 1547, adopté quelques mois avant la mort d'Henri VIII, rend coupable de haute trahison toute personne faisant interrompre l'ordre de succession telle qu'elle est établie dans le Troisième Acte de succession.

## Les conséquences
Juste avant sa mort, le 21 juin 1553, Édouard VI voulant contourner cette loi, nomme Lady Jeanne Grey, protestante de la branche des Tudor, comme successeur au trône par la lettre patente « Devise pour la succession », destituant ainsi sa demi-sœur Marie, d'obédience catholique, de ses droits légitimes . Marie escortée par Élisabeth et par une troupe armée de plus de deux mille hommes entre dans Londres, acclamée par la population. Elle renverse Jeanne Grey, « la reine de  Neuf jours » abandonnée par ses soutiens politiques, et fait reconnaître d'une part, la lettre patente d’Édouard comme acte de haute trahison selon l'Acte de trahison de 1547, et d'autre part, sa légitimité au trône selon les termes du Troisième Acte de succession de son père.

## Sites
- E. W. Ives, « Tudor Dynastic Problems Revisited », Historical Research, vol. 81, no 212,‎ 2008, p. 255–279 (DOI 10.1111/j.1468-2281.2007.00418.x)